# Ангерран I (граф Эно)
Ангерран I (Ингельрам; фр. Enguerrand, Engilram, лат. Ingelramnus; умер около 875/880) — граф Гента, Куртре и Турне в 853—866 годах и граф Эно в 870—880 годах.

## Биография

### Правление
Точное происхождение Ангерана I неизвестно. Существует гипотеза, что он мог быть потомком Ангеррана, считающегося дедом родоначальника Фландрского дома графа Фландрии Бодуэна I Железной Руки. Однако историчность того Ангеррана медиевистами ставится под сомнение.
Впервые Ангерран I упомянут в капитулярии Серве в 853 году, который устанавливал доверенных лиц короля Западно-Франкского королевства Карла II Лысого в пограничных пагах. Одним из таких доверенных лиц был Ангерран, назначенный для управлением Гентом, Куртре и Турне. Однако в 866 году он был смещён из своих владений, часть этих владений вскоре вошла в состав созданного для Бодуэном I Железная Рука графства Фландрия.
4 февраля 870 года Ангерран I упоминается как «министр» короля Карла II Лысого. В этом году часть Лотарингии по Мерсенскому договору вошла в состав Западно-Франкского королевства. Для её управления Карл II назначал графов. Ангеррана он назначил графом Эно. Однако смерть в 879 году сына и наследника Карла II Лысого Людовика II Заики позволила королю Восточно-Франкского королевства Людовику III Младшему в 880 году присоединить Лотарингию полностью к своему королевству. Для управления Эно он назначил нового графа Ренье I Длинношеего. Вероятно, Ангерран умер до этого.

### Брак и дети
Регино Прюмский упоминал, что у Ангеррана I была жена по имени Фридерада. Она была замужем четыре раза: Ангерран был её первым супругом. Вторым её мужем был граф Шарпентье Бернар, казнённый в 883 году. Третьим мужем был граф Орнуа Викберт (убит в 883 году), сын графа Нанта Ламберта II. Четвёртым её мужем был герцог Эльзаса Гуго, незаконнорождённый сын короля Лотарингии Лотаря II. В браке Ангеррана и Фридерады родилась как минимум одна дочь, мужем которой был граф Вердена Риквин (умер в 923 году).
Также в начале 920-х годах графом Эно упоминается граф Ангерран II. Вероятно, он был родственником Ангеррана I, возможно внуком.